# Low On Air
Low On Air è un singolo del gruppo musicale folk e indie rock 77 Bombay Street, il primo estratto dal secondo album studio Oko Town. È stato pubblicato il 17 agosto 2012.

## Tracce
CD e iTunes
1. Low On Air - 4:14

## Formazione
- Matt Buchli - voce, chitarra acustica
- Joe Buchli - chitarra elettrica
- Simri-Ramon Buchli - basso
- Esra Buchli - batteria